# Cneminvolvulus rugosicollis
Cneminvolvulus rugosicollis is een keversoort uit de familie Rhynchitidae. De wetenschappelijke naam van de soort is voor het eerst geldig gepubliceerd in 1920 door Voss.